# John Allen
John L. Allen, Jr (Kansas, 1965) és un periodista nord-americà establert a Roma especialitzat en notícies sobre l'Església Catòlica. És corresponsal del National Catholic Reporter i expert en el Vaticà per la CNN i la NPR. Allen és també l'autor de diversos llibres sobre l'Església catòlica. Ha escrit dues biografies del papa Benet XVI, entre altres llibres.

## Biografia
Allen es va criar a Kansas. Estudià a l'escola Thomas More Prep-Marian de l'Orde dels Frares Menors Caputxins, on es graduà de secundària el 1983. Llicenciat en filosofia per la Universitat Estatal de Fort Hays i màster en estudis sobre la religió per la Universitat de Kansas, va ser professor de periodisme. El 5 de novembre de 2011 li va ser lliurat el doctorat honoris causa en Lletres Sagrades per la Universitat de Toronto.
Des del 2000 és corresponsal del National Catholic Reporter. Durant la cobertura de la mort del papa Joan Pau II, el 2005, Allen va aparèixer amb freqüència a la CNN. El 2013 també és l'analista del Vaticà per la CNN i la NPR.
Ha estat considerat un escriptor liberal o dissident entre els qui escriuren sobre l'Església Catòlica, tot i que també ha rebut comentaris positius de personalitats considerades neoconservadors com George Weigel, que va dir que «John Allen és el millor reporter en anglès del Vaticà de la història».

## Publicacions

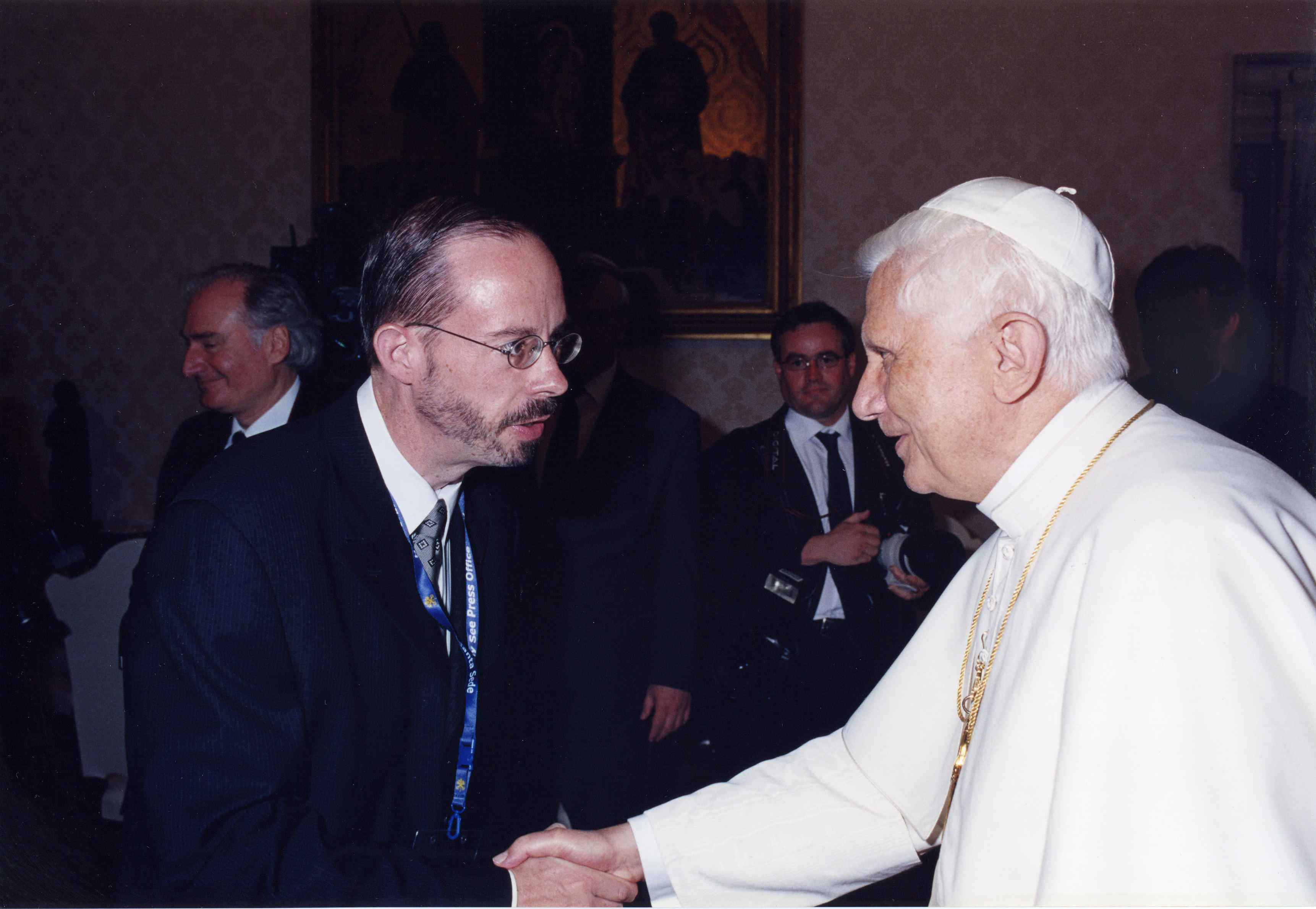
John L. Allen, Jr amb el Papa Benet XVI

El més conegut d'Allen com a periodista és la seva columna setmanal sobre el catolicisme al món anomenada "Totes les coses catòliques", que abans de mitjans del 2006 es coneixia com "La Paraula de Roma". Aquesta columna apareix tant en paper com en format digital al National Catholic Reporter, on Allen ha treballat des del 1997. També és col·laborador del NCR i ha fet articles per The New York Times, la CNN, l'NPR, The Tablet, la revista Jesús, Second Opinion, The Nation, The Miami Herald, Die Furche, i Irish examinator.
Entre els llibres que ha publicat, els més coneguts són dues biografies sobre el papa Benet XVI. La primera la va escriure el 2000 i va ser criticat per haver donat veu només als crítics a través d'un «periodisme maniqueu», unes crítiques que Allen va acceptar. A la seva segona biografia sobre Benet XVI va intentar ser més neutral. Actualment és considerat un dels periodistes amb més credibilitat del Vaticà.
Allen també ha publicat un llibre sobre l'Opus Dei, titulat Opus Dei: Una mirada objectiva darrere dels mites i la realitat de la força més controvertida de l'Església Catòlica, editat el 2005.
- Allen, John: Cardinal Ratzinger: The Vatican's Enforcer of the Faith. NY: Continuum, 2000. ISBN 0-8264-1265-3.
- Allen, John: Conclave: The Politics, Personalities, and Process of the Next Papal Election. New York: Doubleday/Image, 2002, revised 2004. ISBN 0-385-50453-5.
- Allen, John: All the Pope's Men: The Inside Story of How the Vatican Really Thinks. (Hardcover) New York: Doubleday, 2004. ISBN 0-385-50966-9. (Trade Paperback) New York: Doubleday/Image October 2006. ISBN 0-385-50967-7.
- Allen, John: Pope Benedict XVI: A Biography of Joseph Ratzinger. NY: Continuum International Publishing Group, 2005. ISBN 0-8264-1786-8. This is a reprint of Allen's 2000 book Cardinal Ratzinger, reprinted under a new title without Allen's permission.
- Allen, John: The Rise of Benedict XVI: The Inside Story of How the Pope Was Elected and Where He Will Take the Catholic Church. (Hardcover) NY: Doubleday, 2005. ISBN 0-385-51320-8. (Trade Paperback) New York: Doubleday/Image October 2006. ISBN 0-385-51321-6.
- Allen, John: Opus Dei: An Objective Look Behind the Myths and Reality of the Most Controversial Force in the Catholic Church. NY: Doubleday, 2005. ISBN 0-385-51449-2.
- Allen, John: The Future Church: How Ten Trends are Revolutionizing the Catholic Church. NY: Doubleday, 2009. ISBN 0-385-52038-7.
- Allen, John: A People of Hope: Archbishop Timothy Dolan in Conversation with John L. Allen Jr, 2011
- Allen, John: The Catholic Church: What Everyone Needs to Know 2013
- Allen, John: The Global War on Christians: Dispatches from the Front Lines of Anti-Christian Persecution, 2013